# Bjälbo församling
Bjälbo församling var en församling i Linköpings stift inom Svenska kyrkan i Mjölby kommun i Östergötlands län. Församlingen uppgick 2010 i Skänninge församling.
Församlingens kyrka var Bjälbo kyrka från 1100-talet.

## Administrativ historik
Församlingen har medeltida ursprung. 
Församlingen utgjorde under medeltiden ett eget pastorat för att från 1500-talet vara annexförsamling i pastoratet Skänninge, Allhelgona och Bjälbo som 1962 utökades med Järstads församling och 1974 med Normlösa församling, Vallerstads församling och Skeppsås församling. Församlingen uppgick 2010 Skänninge församling.
Församlingskod var 058604.

## Komministrar
Lista över komministrar (andre stadskomministrar). Tjänsten drogs in 1 maj 1929.
| Ämbetstid | Namn                   | Levnadstid | Övrigt                                         |
| --------- | ---------------------- | ---------- | ---------------------------------------------- |
| 1707      | Olavus Magni Belnerus  | 1677–1707  |                                                |
| 1709–1711 | Magnus Sevenius        | 1679–1711  |                                                |
| 1713–1722 | Jonas Lucander         | 1681–1722  |                                                |
| 1723–1742 | Johannes Schiliin      | 1692–1756  | Senare kyrkoherde i Stens församling.          |
| 1742–1762 | Daniel Wallman         | 1711–1788  | Senare kyrkoherde i Fornåsa församling.        |
| 1762–1773 | Erik Gustaf Beckmark   | 1729–1773  |                                                |
| 1774–1795 | Jöns Utterbom          | 1747–1796  | Senare kyrkoherde i Örberga församling.        |
| 1795–1810 | Petrus Molander        | 1759–1810  |                                                |
| 1812–1822 | Johan Fredrik Sandry   | 1781–1847  | Senare kyrkoherde i Gryts församling.          |
| 1822–1829 | Samuel Cederqvist      |            | Senare kyrkoherde i Gladhammars församling.    |
| 1830–1854 | Nils Gustaf Fischer    | 1791–1866  | Senare kyrkoherde i Östra Skrukeby församling. |
| 1855–1861 | Carl Jacob Mohlin      | 1805–1876  | Senare kyrkoherde i Vallerstads församling.    |
| 1862–1893 | Samuel Wahrberg        | 1812–1893  |                                                |
| 1897–1911 | Carl Andreas Strömberg | 1856–1927  |                                                |

## Klockare och organister[4]
| Ämbetstid | Namn                    | Levnadstid | Kommentarer                   |
| --------- | ----------------------- | ---------- | ----------------------------- |
| –1668     | Germund Andersson       | –1668      | Klockare                      |
| 1669–     | Nils Jonsson            | –1707      | Klockare                      |
| 1747–1760 | Måns Nilsson            | –1784      | Klockare                      |
| 1760–1788 | Jonas Hultgren          | 1730–      | Organist och klockare         |
| 1789–1796 | Petrus Palmgren         | 1765–      | Organist och Klockare         |
|           | Nils Lorin              |            |                               |
| 1801–1813 | Nils Petersson          | 1767–1813  |                               |
| 1813–1875 | Samuel Petersson        | 1798–1875  |                               |
|           | Karl Johan Hoflund      | 1822–1861  | Vikarierade som organist      |
|           | Oskar Emil Brostedt     | 1856–      | lärare organist och klockare  |
| –1888     | Anders Gustaf Arnelius  | 1860–      |                               |
| 1889–1897 | Johan Fredrik Petersson | 1846–1902  | lärare, organist och klockare |
|           | Per Magnell             | 1875–      | lärare och organist           |
|           | Simon Petersson         | 1887–      |                               |
| –1923     | Einar Holm              |            |                               |
| 1926–1955 | Knut Ahlstrand          | 1891–      |                               |